# Chiesa di San Giuseppe (Sassari)
San Giuseppe è una chiesa parrocchiale di Sassari, sede dell'Arcigremio BVM della Mercede dal 1982. L'edificio sorge nel corso Francesco Cossiga.

## Storia e descrizione
La chiesa di San Giuseppe sorse tra il 1884 e il 1888, su progetto dell'ingegnere del comune Francesco Agnesa, in un'area allora periferica ed isolata rispetto al centro urbano. Il quartiere attorno alla chiesa si sarebbe sviluppato solo a partire dal 1907, e vi sarebbero sorti, nel giro di pochi anni, un istituto Magistrale (1912- 1913), una scuola elementare (1932-1936) e la casa della GIL (1935) nonché un opificio che sarebbe divenuto sede dell'attuale liceo artistico di Sassari.
Per il progetto della chiesa, l'ingegner Agnesa si rifece al purismo architettonico di Gaetano Cima. La facciata venne modellata principalmente sul modello del prospetto della palladiana basilica di San Giorgio Maggiore a Venezia ma anche alla chiesa dei santi Fermo e Rustico 
 a Verona. Per il campanile fu presa a modello la torre campanaria della chiesa di Santa Caterina a Mores, opera di Salvatore Calvia risalente al 1871. L'interno, a pianta rettangolare, presenta tre navate voltate a botte, cappelle laterali e abside semicircolare. Nella prima cappella a destra, dedicata a San Luigi Gonzaga, è custodito il simulacro ligneo seicentesco di Nostra Signora della Mercede, patrona del Arcigremio BVM della Mercede, la cui festa solenne ricorre ogni anno la prima domenica di ottobre. L'effigie mariana, molto venerata dai fedeli, venne solennemente incoronata il 5 ottobre 1985 dal padre Domenico Acquaro, maestro generale dell'ordine Mercedario. La prima cappella a sinistra ospita invece un altare di Antonio Usai, allievo di Giuseppe Sartorio ed è dedicata alle Anime del Purgatorio.
Le altre due cappelle a destra sono dedicate rispettivamente al Sacro Cuore di Gesù e al Santo Bambino di Praga e alla Madonna dello Spasimo; quelle a sinistra ai Martiri Turritani e a Sant'Ignazio di Loyola. Sull'altare maggiore troneggia il superbo simulacro ligneo seicentesco del Titolare e alle pareti due pregiate tele. Buona parte degli arredi provengono dalla distrutta cappella di San Giuseppe annessa all'antica sede dell'Università cittadina, e questo spiega la presenza di numerosi oggetti di culto legati alla spiritualità della Compagnia di Gesù. Notevole nella chiesa è anche il monumentale simulacro della Dormitio Vírginis disteso in un sontuoso catafalco ligneo barocco. Nella sacrestia si conservano numerosi dipinti di pregio e rilievi lignei dell'antico retablo universitario gesuitico.
Nella Chiesa venne battezzato Enrico Berlinguer, futuro Segretario del Partito Comunista Italiano.

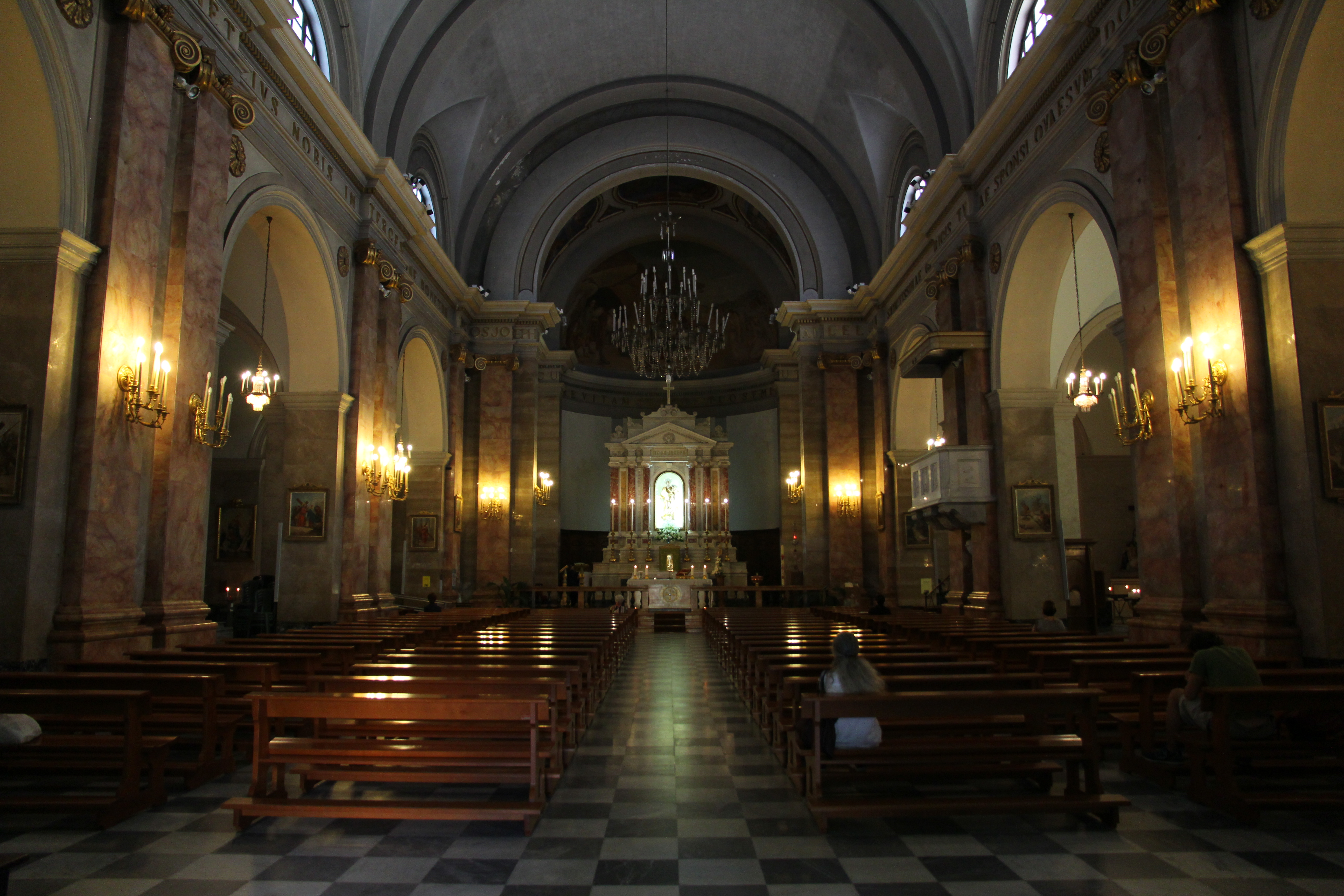
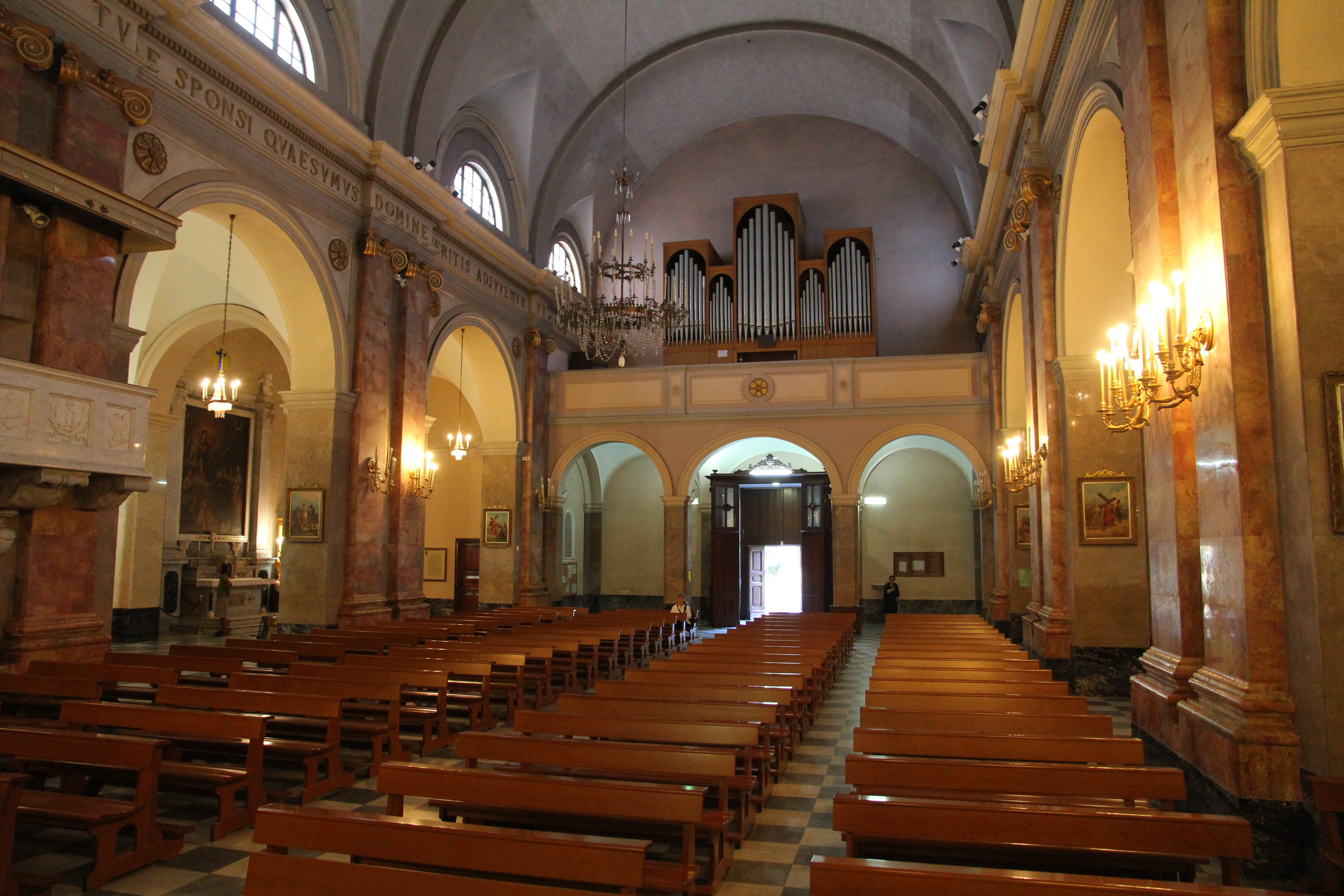
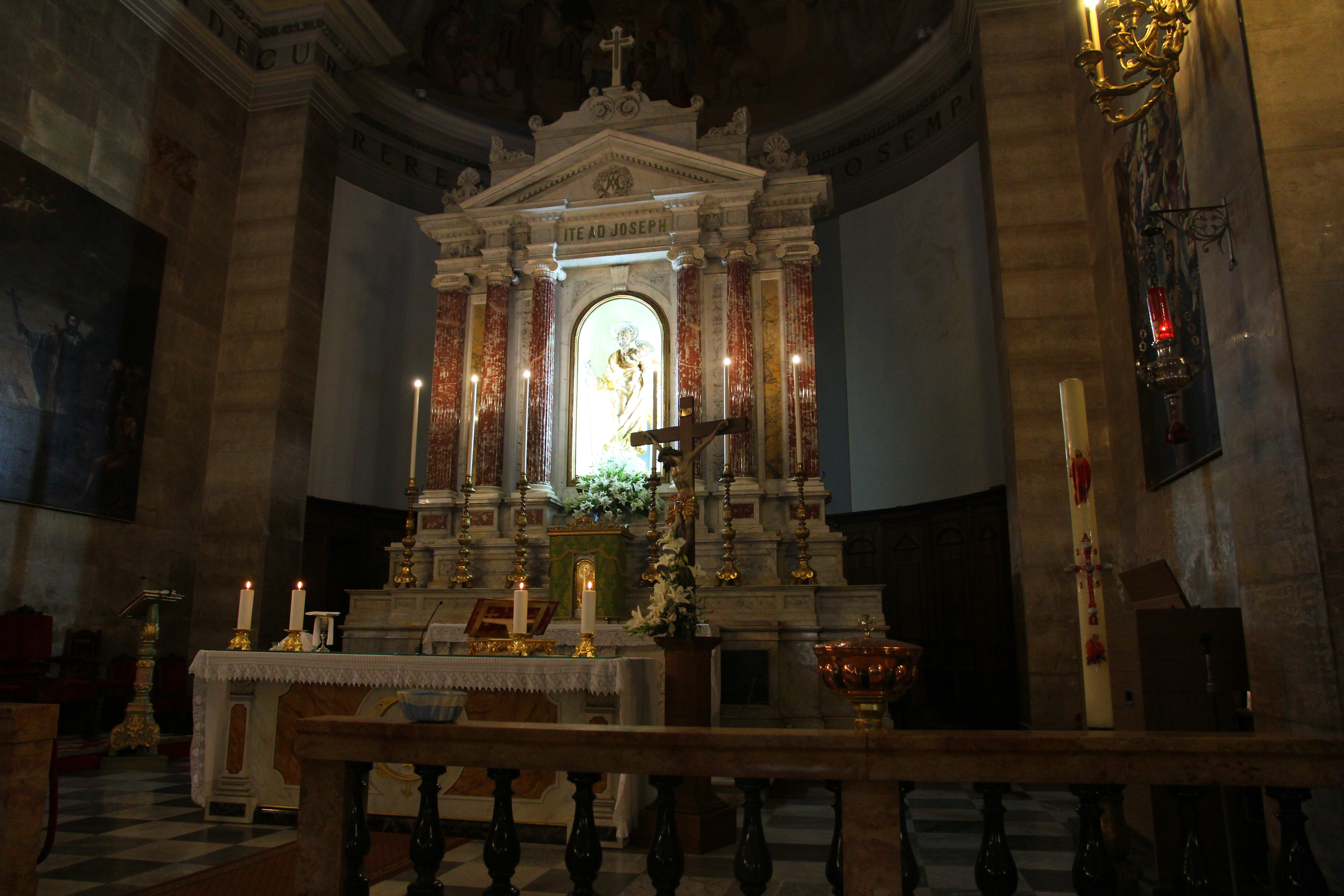
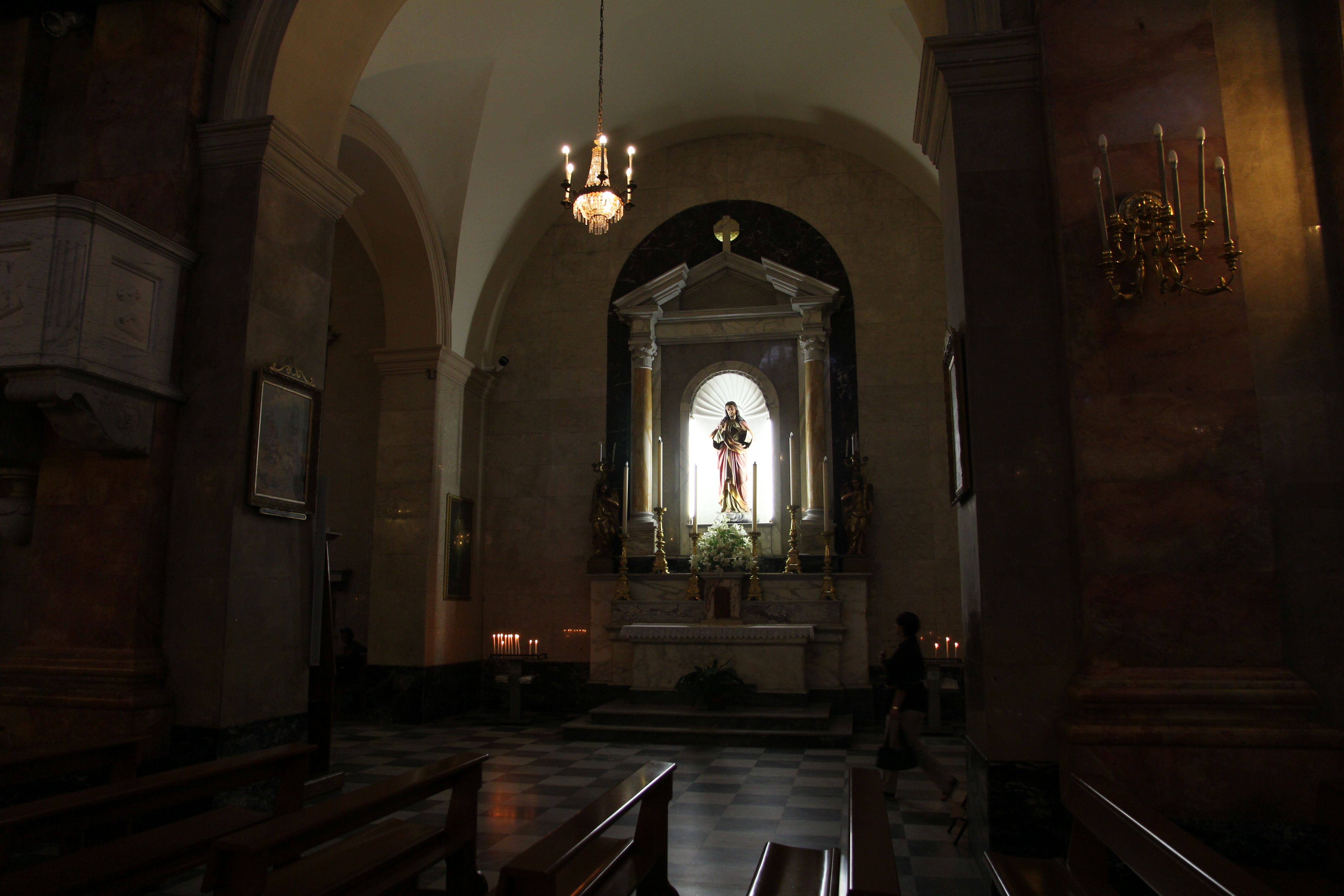